# رود نورا
رود نورا رودی است به دریاچه تنگیز می‌ریزد. این رود از کشور قزاقستان می‌گذرد. طول این رود ۹۷۸ کیلومتر و پهنه آبریز آن ۵۸٬۱۰۰ کیلومتر مربع است.